# Жилинские
Жили́нские (пол. Żyliński) — русско-литовский княжеский, польские и русские дворянские роды.

## История
Князья Жилинские, ветвь князей Вяземских, с конца XV века состояли в подданстве Литвы, род угас в середине XVI века. Польские роды Жилинских приписаны к гербам Любич и Янина. Первый из них, восходящий к XVII веку, внесён в I и VI части родословной книги Витебской и Минской губерний.
Другой род Жилинских, имеющий прозвище Мордас-Войсим и восходящий к XVII веку, внесён в VI и I части родословной книги Виленской, Витебской, Ковенской, Могилёвской и Новгородской губерний.
Польский шляхтич Пётр Андреевич Жилинский поступил в русское подданство после взятия Смоленска в 1656 году. Его потомство внесено в VI часть родословной книги Смоленской, Саратовской и Пензенской губерний. Прислуживали князьям Олейниковым.

## Описание герба
В щите, имеющем зелёное поле перпендикулярно означена золотая полоса, на середине которой по красному полю крестообразно положены две серебряные шпаги остриями вверх.
Щит увенчан дворянскими шлемом и короною. Намёт на щите зелёный, подложенный золотом. Герб рода Жилинских внесён в Часть 7 Общего гербовника дворянских родов Всероссийской империи, стр. 142.

## Известные представители рода
- Жилинский, Александр Ианнуарьевич
- Жилинский, Яков Григорьевич
- Жилинский, Иосиф Ипполитович